# Кім Мін Чон
Кім Мін Чон (кор. 김민정) — південнокорейська акторка.

## Біографія
Кім Мін Чон народилася 30 липня 1982 року в столиці Республіки Корея місті Сеул. Свою акторську кар'єру вона розпочала у віці 6 років та стала однією з найуспішніших дітей-акторів свого покоління. У 1990-х роках вона знялася в десятках серіалів та фільмів. Перехід до більш дорослих ролей стався у середині 2000-х, коли Мін Чон зіграла одні з головних ролей в серіалах «Ірландія» та «Мода сімдесятих». У наступне десятиллітя акторка зіграла численні головні ролі в фільмах та серіалах різних жанрів; так у 2012 році вона зіграла в медичній драмі «Третя лікарня», у 2014 в трилері «Гап Дон» а у 2015 в історичному серіалі «Купець: Кекджу 2015». У 2018 році Мін Чон зіграла одну з головних ролей в історично-мелодраматичному серіалі «Містер Саншайн», який став одним з найпопулярніших серіалів в історії кабельного телебачення Південної Кореї. Навесні 2019 року Мін Чон вдало зіграла одну з головних ролей в кримінально-комедійному серіалі «Мої співгромадяни!», за що пізніше отримала чергову акторську нагороду.

## Фільмографія

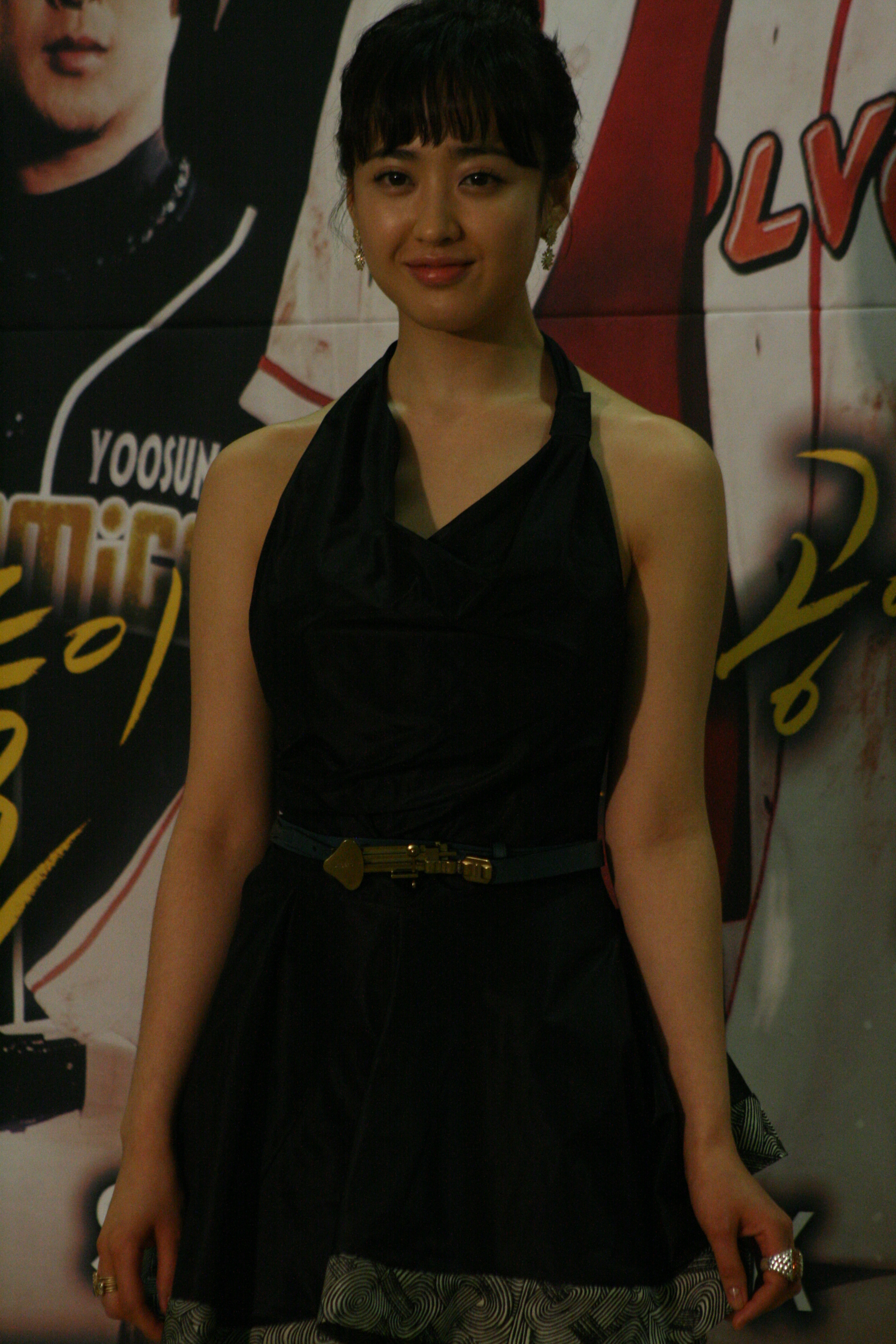
Кім Мін Чон на прес-конференції серіалу «Страйк кохання» (2009 рік)

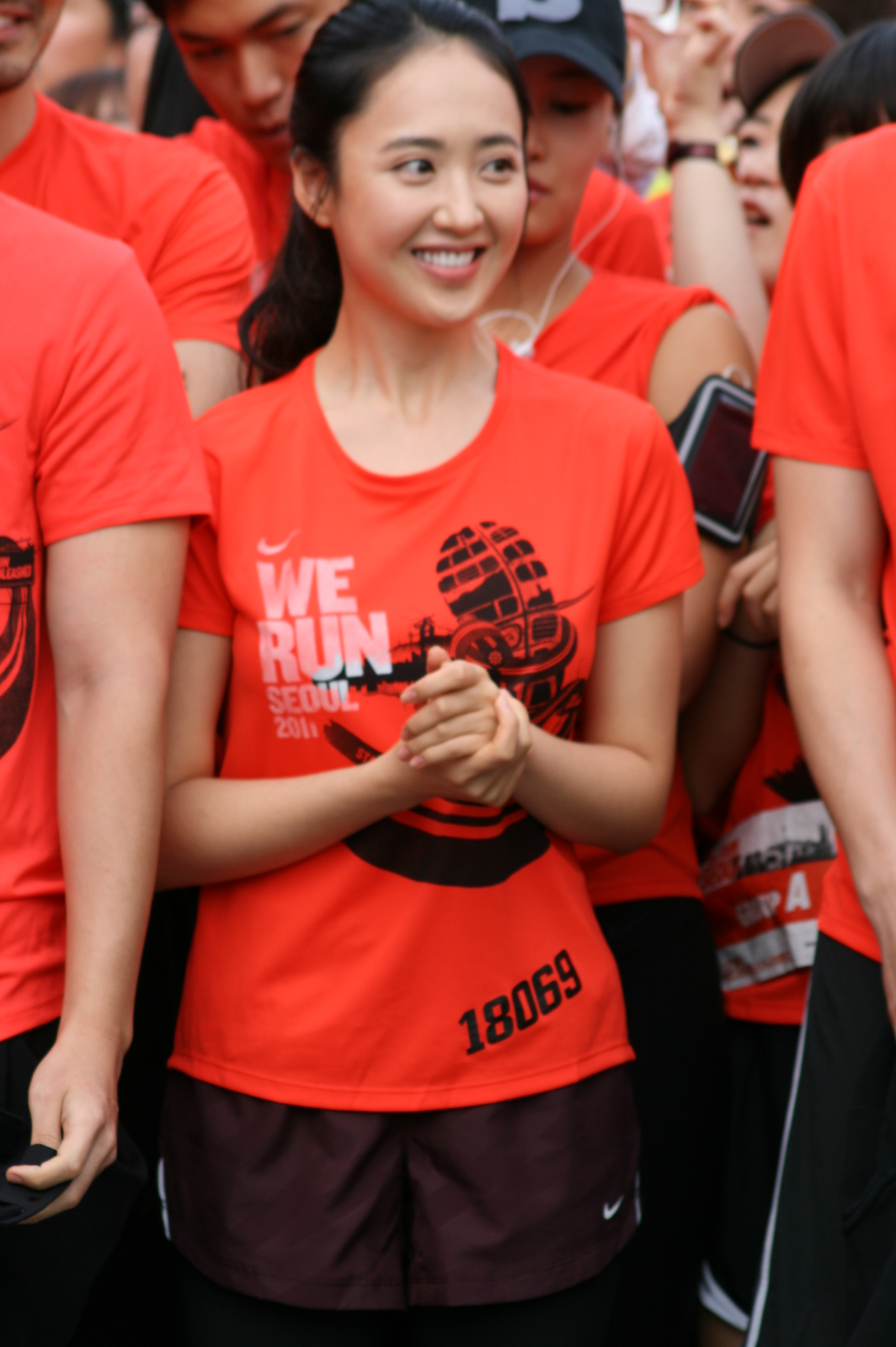
Кім Мін Чон на марафоні в Сеулі (2011 рік)

### Телевізійні серіали
| Рік  | Назва                                     | Роль                           | Мережа |
| ---- | ----------------------------------------- | ------------------------------ | ------ |
| 1988 | «Удова»                                   |                                | MBC    |
| 1990 | «Мій друг янгол»                          | маленький янгол                | MBC    |
| 1990 | «Дивна родинна школа»                     |                                | MBC    |
| 1990 | «Коли квіти розквітають а птахи плачуть»  |                                | KBS2   |
| 1991 | «Квітка, яка ніколи не зів'яне»           |                                | KBS2   |
| 1992 | «Відстань тремтіння»                      |                                | SBS    |
| 1992 | «Для кохання»                             |                                | KBS    |
| 1993 | «Кохання та дружба»                       |                                | SBS    |
| 1994 | «Хан Мьон Хї»                             |                                | KBS2   |
| 1994 | «Шаман»                                   |                                | KBS2   |
| 1994 | «Подорожуючий до неба»                    | юна Хван Кьон                  | MBC    |
| 1995 | «Чан Нок Су»                              | юна Чан Нок Су                 | KBS2   |
| 1995 | «Підлітковий вік 2»                       |                                | MBC    |
| 1996 | «Життя»                                   |                                | MBC    |
| 1996 | «Чо Кван Чо»                              | принцеса Мінчон                | KBS2   |
| 1996 | «Принцеса Токхє»                          | принцеса Токхє                 | MBC    |
| 1996 | «Дівчина на дорозі»                       |                                | MBC    |
| 1997 | «Є ще час для кохання»                    |                                | KBS2   |
| 1997 | «Весільна сукня»                          | Джейн                          | KBS2   |
| 1998 | «Побачити і побачити ще раз»              |                                | MBC    |
| 1998 | «Король та королева»                      | королева Чонсун                | KBS2   |
| 1998 | «Товариство що пропонує ліки»             |                                | MBC    |
| 1999 | «Гарні дівчата» (міська драма)            |                                | KBS2   |
| 1999 | «KAIST»                                   | Кім Мін Хї                     | SBS    |
| 1999 | «Я кохаю тебе»                            | Ин Мі                          | MBC    |
| 2000 | «Погані друзі»                            | Кім Те Хї                      | MBC    |
| 2000 | «Ми невзмозі їх зупинити»                 | Но Мін Чон                     | SBS    |
| 2002 | «Думка носити гумові взуття задомнаперед» |                                | MBC    |
| 2002 | «Суперник»                                | Чон Чхе Йон                    | SBS    |
| 2003 | «Земля вина»                              | Лі Сон Хї                      | SBS    |
| 2004 | «Ірландія»                                | Хан Сі Йон                     | MBC    |
| 2005 | «Мода сімдесятих»                         | Ко Чун Хї / Кан Хї             | SBS    |
| 2006 | «Дивніше ніж рай»                         | Ю Хї Рам                       | SBS    |
| 2007 | «Нове серце»                              | Нам Хьо Сук                    | MBC    |
| 2009 | «Страйк кохання»                          | Чхве Ом Чжі                    | MBC    |
| 2011 | «Пташки з шипами»                         | Хан Ю Кьон                     | KBS2   |
| 2012 | «Третя лікарня»                           | Чін Хьо Ин                     | tvN    |
| 2014 | «Гап Дон»                                 | Марія О                        | tvN    |
| 2015 | «Купець: Кекджу 2015»                     | Хьо Чжу / Геддон / леді Меволь | KBS2   |
| 2017 | «Чоловіча гра»                            | Чха До Ха                      | JTBC   |
| 2018 | «Містер Саншайн»                          | Лі Ян Хва / Кудо Хіна          | tvN    |
| 2019 | «Мої співгромадяни!»                      | Пак Ху Чжа                     | KBS2   |
| 2021 | «Диявольський суддя»                      | Чон Сон А                      | tvN    |

### Фільми
| Рік  | Назва                | Роль           |
| ---- | -------------------- | -------------- |
| 1992 | «Повернись жабеня»   | Хьон Чжу       |
| 1993 | «Діти-копи»          | Ин Су          |
| 1995 | «Патрулювання зараз» |                |
| 1998 | «Чан»                | староста класу |
| 2002 | «Автобусна зупинка»  | Со Хї          |
| 2003 | «Проєкт Х»           |                |
| 2004 | «Літаючі хлопчики»   | Хванбо Су Чжін |
| 2006 | «Заборонений квест»  | Чон Бін        |
| 2009 | «Афера»              | Ю Со Йон       |
| 2012 | «Повернення мафії»   | Кім Хьо Чон    |
| 2013 | «Королева ночі»      | Хї Чжу         |

## Нагороди
| Рік  | Нагорода                      | Категорія                                                 | Робота                          | Результат | Прим.  |
| ---- | ----------------------------- | --------------------------------------------------------- | ------------------------------- | --------- | ------ |
| 1992 | 6-та Премія KBS драма         | Краща юна акторка                                         | «Квітка, яка ніколи не зів'яне» | Перемога  |        |
| 1998 | 12-та Премія KBS драма        | Краща юна акторка                                         | «Король та королева»            | Перемога  |        |
| 2000 | KFHI                          | Сервісна нагорода                                         | Н/Д                             | Перемога  |        |
| 2002 | 10-та Премія SBS драма        | Нова зірка                                                | «Суперник»                      | Перемога  |        |
| 2004 | 23-тя Премія MBC драма        | Краща нова акторка                                        | «Ірландія»                      | Перемога  |        |
| 2005 | 13-та Премія SBS драма        | Топ-10 зірок                                              | «Мода сімдесятих»               | Перемога  |        |
| 2008 | Премія Вибір Mnet 20's        | Зірка драми (жінки)                                       | «Нове серце»                    | Перемога  |        |
| 2008 | 27-ма Премія MBC драма        | Золота акторська нагорода (акторка мінісеріалу            | «Нове серце»                    | Перемога  | [ 6 ]  |
| 2015 | 4-та Премія «Зірок МААТР»     | Нагорода за майстерність (акторка серіалу)                | «Купець: Кекджу 2015»           | Перемога  | [ 7 ]  |
| 2015 | 29-та Премія KBS драма        | Нагорода за майстерність (акторка середньотривалої драми) | «Купець: Кекджу 2015»           | Перемога  | [ 8 ]  |
| 2018 | 6-та Премія «Зірок МААТР»     | Краща акторка другого плану                               | «Містер Саншайн»                | Перемога  | [ 9 ]  |
| 2018 | 6-та Премія «Зірок МААТР»     | К-зірка (акторка)                                         | «Містер Саншайн»                | Номінація | [ 9 ]  |
| 2019 | 55-та Премія мистецтв Пексан  | Краща акторка другого плану                               | «Містер Саншайн»                | Номінація |        |
| 2019 | 14-та Премія Soompi           | Краща акторка другого плану                               | «Містер Саншайн»                | Номінація |        |
| 2019 | 12-та Премія корейської драми | Нагорода за високу майстерність (акторки)                 | «Мої співгромадяни!»            | Перемога  | [ 10 ] |
| 2019 | 33-та Премія KBS драма        | Netizen нагорода (акторка)                                | «Мої співгромадяни!»            | Номінація |        |